# Echinosaura
Echinosaura este un gen de șopârle din familia Gymnophthalmidae.

Cladograma conform Catalogue of Life:
| Echinosaura | \| \| Echinosaura brachycephala \| \| \| \| \| \| Echinosaura horrida \| \| \| \| \| \| Echinosaura orcesi \| \| \| \| \| \| Echinosaura sulcarostrum \| \| \| \| |
|             | \| \| Echinosaura brachycephala \| \| \| \| \| \| Echinosaura horrida \| \| \| \| \| \| Echinosaura orcesi \| \| \| \| \| \| Echinosaura sulcarostrum \| \| \| \| |
|             | Echinosaura brachycephala |
|             | |
|             | Echinosaura horrida |
|             | |
|             | Echinosaura orcesi |
|             | |
|             | Echinosaura sulcarostrum |
|             | |